# Station Sindal
Station Sindal is een station in Sindal in de Deense gemeente Hjørring. Sindal ligt aan de lijn Aalborg - Frederikshavn. De treindienst wordt uitgevoerd door DSB.
Het stationsgebouw dateert uit 1871 en is ontworpen door N.P.C. Holsøe. Het is niet meer als station in gebruik.